# خاتم سليمان (فلم)
خاتم سليمان فيلم مصري إنتاج عام 1947م .
تناول الفيلم في إطار من الخيال، قصة المعلم بيومي والذي يعثر على خاتم سليمان ليظهر له المارد الذي سيحقق أمنياته، ليطلب منه المعلم الزواج من ليلى الفتاة التي يحبها، ولكنها تحب شاب مثلها يدعى محمود، فهل ستتحقق أمنيته؟

## بطولة
- زكي رستم
- بديعة صادق
- يحيى شاهين
- مختار عثمان
- عبد العزيز خليل
- عبد العزيز سعيد
- ليلى مراد
- نعمات المليجي

## روابط خارجية
- مقالات تستعمل روابط فنية بلا صلة مع ويكي بيانات